# うつのみや平成記念子どものもり公園
うつのみや平成記念子どものもり公園（うつのみや へいせいきねん こどものもりこうえん）は、栃木県宇都宮市篠井町にある公園。体験学習施設の宇都宮市冒険活動センター（うつのみやし ぼうけんかつどうセンター）を設置している。

## 概要
1991年に建設省より平成新時代記念事業の指定を受け、また、宇都宮市制100周年記念事業の一環として建設され、1996年（平成8年）7月5日に開園した。翌1997年度から学校受け入れ全校実施、2000年（平成12年）10月4日に冒険活動センターが都市景観大賞を受賞した。2011年3月の東日本大震災と福島第一原子力発電所事故直後から4月末までは福島県浪江町やいわき市からの避難所としても活用された。
篠井富屋連峰山麓の南西向きの斜面を整備し、ハイキングコースや吊橋、展望台なども設置されている。公園から見る田園風景は、「うつのみや平成記念子どもの森から見た田園集落」の名称で、うつのみや百景の1つに選ばれている。
宇都宮市冒険活動センターは、学校利用が多いが、学校利用やちびっこキャンプなどの主催事業がない日は、家族等での利用も可能である。毎週月曜日と年末年始は休館日で、休館日前日の宿泊はできない。休館日でも公園自体の出入りは可能である。

### 学校受け入れ
1997年から2010年までは、小学4年生が1泊2日、中学1年生が3泊4日としていた。2011年より対象が小学5年と中学1年生になり、ともに2泊3日に変更されたほか、可能な範囲で同一地域学校園での利用となるよう調整され、小学校同士や小学校と中学校の交流活動促進の場となっている。

## 施設
- 冒険活動センター
  - 管理棟、会議室、浴場、多目的アリーナ、工作室
  - RC/W造地上1階地下1階建て、延床面積6,337 m2[1]。
  - 設計者は久米設計[1]。東京建築賞、公共建築賞、JIA環境建築賞を受賞[1]。
- キャンプサイト
  - 野外炊飯場3棟
  - 宿泊研修棟（ロッジ）・常設テント
- 冒険広場
  - 冒険の吊橋（斜面を利用）、勇気の洞窟（トンネル）

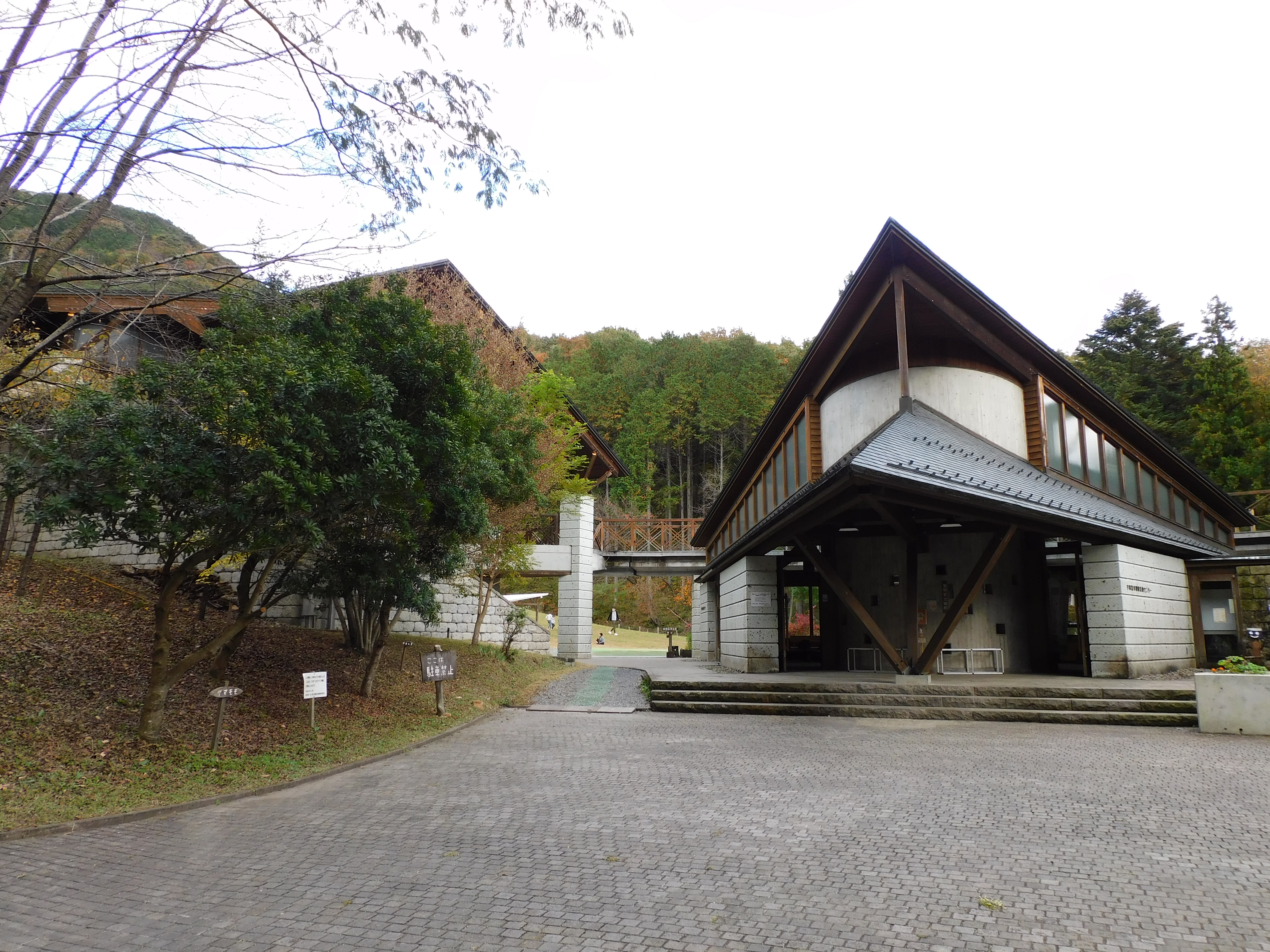
管理棟
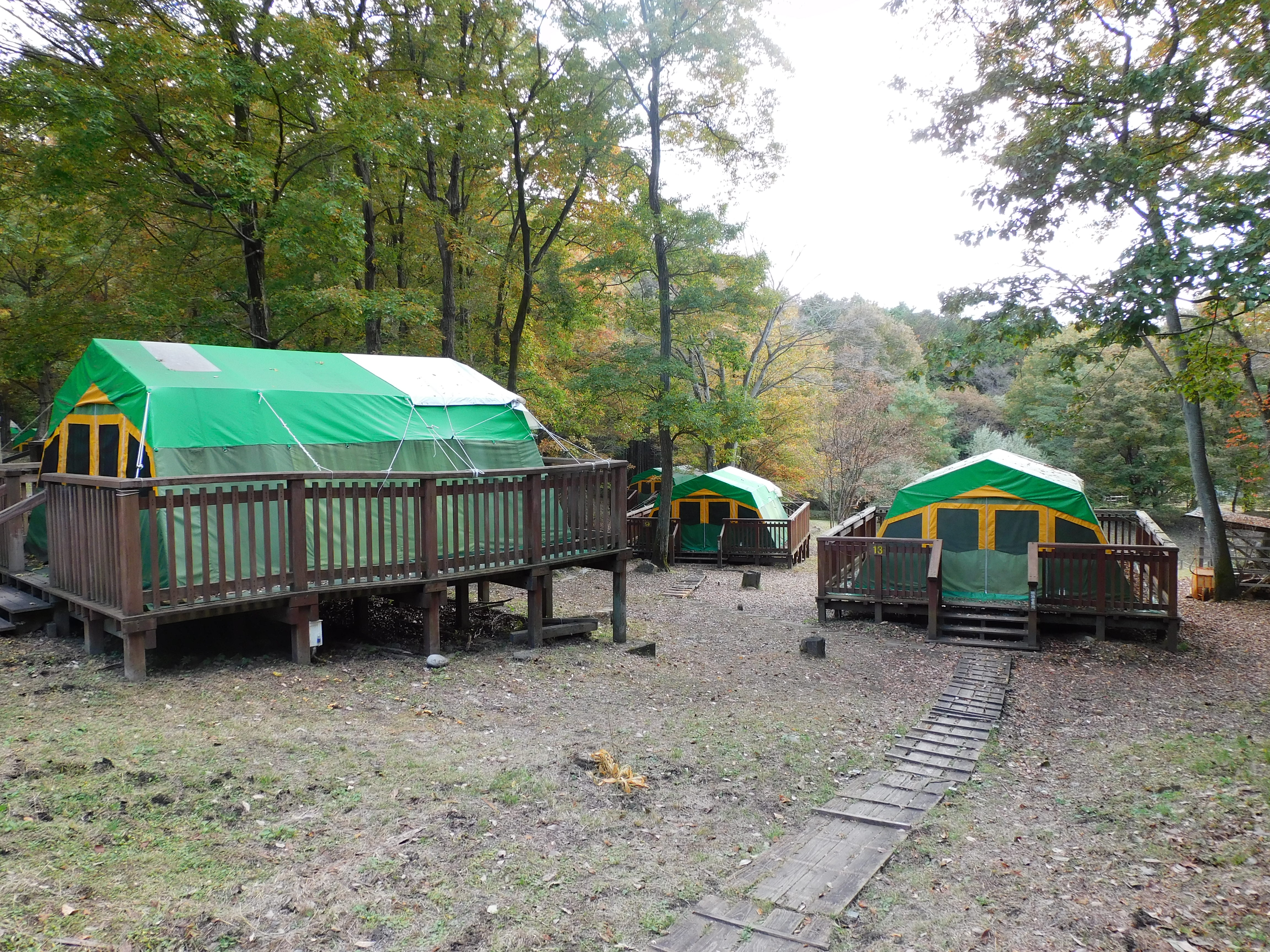
常設テント
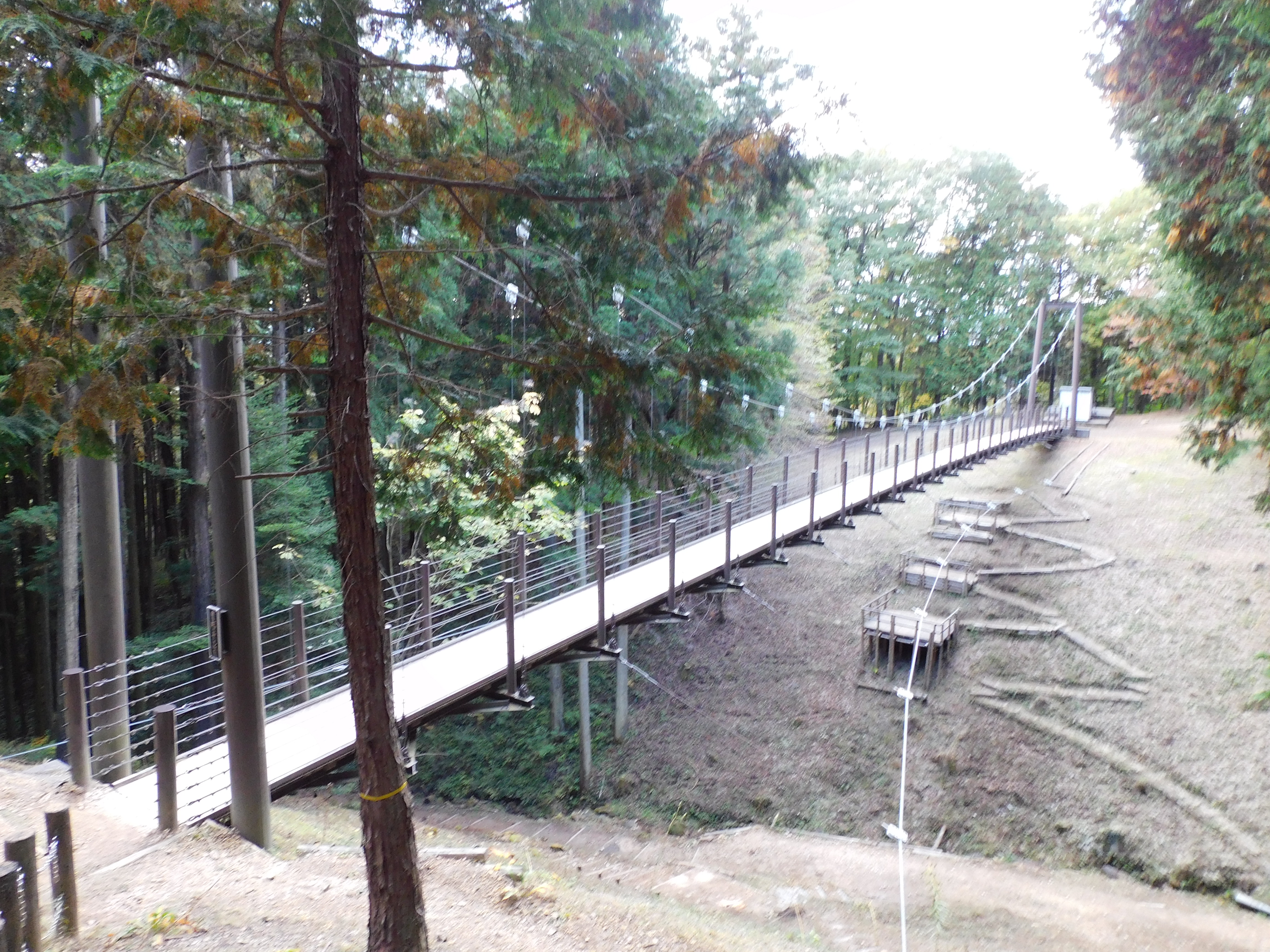
冒険の吊橋

## アクセス
- JR宇都宮駅より関東バスに約1時間乗車[3]
  - 船生行きの場合、「篠井学道」下車、徒歩約10分[3]。
  - 日光東照宮・今市車庫・石那田行きの場合、「一里塚」下車、徒歩約30分[3]。
- 東北自動車道宇都宮インターチェンジより国道119号・県道77号を経由し約15分[3]、または日光宇都宮道路篠井インターチェンジより約5分。
  - 駐車場は県道77号沿いにある[3]。駐車場内に「手打ちうどん 榛名」（農家レストラン[10]）がある[3]。